# Elleschara orbicula
Elleschara orbicula är en mossdjursart som först beskrevs av Soule, Soule och Chaney 1995.  Elleschara orbicula ingår i släktet Elleschara och familjen Romancheinidae. Inga underarter finns listade i Catalogue of Life.